# Алумяэ, Владимир Александрович
Владимир Александрович Алумяэ (англ. Vladimir Alumäe; 6 апреля 1917, Таллин — 1979) — эстонский и советский  музыкант, скрипач и музыкальный педагог. Директор Таллинской консерватории (1941, 1944—1948, 1964-1970). Народный артист Эстонской ССР (1957). Член жюри IV Международного конкурса имени Чайковского (1970).

## Биография
Владимир Александрович Алумяэ в 1937 году завершил обучение в консерватории в Таллине у педагога Иоганна Паулсена. После этого целый год совершенствовался в Лондоне у Карла Флеша. С 1938 года и до конца жизни музыкант преподавал в Таллинской консерватории.
С 1937 года работал ассистентом, а затем с 1939 года преподавателем Таллинской консерватории. С 1945 года профессор Таллинской консерватории. В 1941 году, а затем дважды с 1944 по 1948 годы и с 1964 по 1970 годы ректор Таллинской консерватории.
С 1942 по 1944 годы работал солистом Эстонского государственного художественного ансамбля в Ярославле.
20 июля 1946 года единственный раз, когда Владимир Александрович выступил на сцене Санкт-Петербургской филармонии на Всесоюзном смотре молодых дирижеров: в этот день дирижировал конкурсант из Таллина Роман Матсов, под управлением которого Владимир Алумяэ исполнил Скрипичный концерт Эдуарда Тубина. Выбор сочинения Тубина, эмигрировавшего из Эстонии в 1944-м накануне прихода советских войск, — шаг отчаянный и малообъяснимый. Тем не менее, концерт прозвучал, Матсов получил на смотре II премию и стал постоянным гостем Большого зала, а Владимир Алумяэ с оркестром здесь больше не выступал.
Алумяэ является первым исполнителем ряда произведений эстонских композиторов: X. Эллера, Э. Каппа, Э. Тубина и других. Гастролировал за рубежом, был с концертами в Финляндии, Швеции, ГДР, ЧССР. Автор книги «Interpretatsioonist», выпущенной в Таллине в 1966 году. В 1970-м году вошёл в состав жюри IV Международного конкурса имени П. И. Чайковского.
Умер в 1979 году.

## Награды и звания
- Народный артист Эстонской ССР (1957)

## Источник
- Музыкальная энциклопедия. — М.: Советская энциклопедия, Советский композитор. Под ред. Ю. В. Келдыша. 1973—1982.